# Jim Poole
James Richard Poole, detto Jim (Nashville, 6 febbraio 1932 – Blacksburg, 7 novembre 2021), è stato un giocatore di badminton e cestista statunitense.

## Carriera

### Pallacanestro
Con gli Stati Uniti ha disputato i Giochi panamericani di Città del Messico 1955, vincendo la medaglia d'oro.